# 森愛一郎
森 愛一郎（もり あいいちろう、1957年11月16日 - ）は、京都府を登録地としていた元競輪選手。日本競輪学校第47期生。競艇学校第106期生の女子競艇選手、森世里は実娘。

## 来歴
平安高校、福岡工業大学では野球（外野手）で活動。1978年春季の福岡六大学野球ベストナインに選出された。しかしその後肩を壊したために野球を続けられなくなったため、競輪選手に転身。
1982年5月9日、岸和田競輪場でデビューし5着。初勝利は同年5月29日の防府競輪場。その後、日本選手権競輪、全日本選抜競輪で各4回の出場を果たすなど、S級選手としても活躍した。
2005年2月3日、選手登録削除。通算成績1883戦287勝、優勝31回。同年、京都府立須知高等学校野球部の監督となった。